# 몽골풍
몽골풍은 원나라 간섭기에 고려로 전해져 유행하였던 몽골의 생활양식을 말한다. 이와는 반대로 고려에서 몽골로 전해진 고려의 생활양식은 고려양이라고 한다.
소주, 제주마, 족두리, 만두, 설렁탕 등의 문화뿐만 아니라 한국어의 장사치, 벼슬아치 할 때 '-치'나 수라(임금의 음식), 무수리(궁녀) 등도 몽골어에서 왔다.
궁중용어 마노라와 마마가 몽골풍이라는 확인되지 않은 주장이 2000년대 초반부터 인터넷에 널리 퍼졌으나 이는 현재 폐기된 가설이다. 마노라는 우리말 말루와 下의 합성어, 마마는 중국어 媽媽에서 유래된 표현이라는 것이 통설이다.